# Баал-Хадад
Баал-Хаддад (Баал-Хаддат, Баал-Хадат, Хаддад, угаритский 𐎅𐎄, Хадду) — в ханаанской мифологии бог грома и бури, а также владыка земли и плодородия (в этом качестве выступает как умерщвляемое и воскресаемое божество). Баал-Хаддад рассматривается как одно из имен Баала. Соответствует месопотамскому Ададу, в свою очередь ассоциировавшемуся с Ишкуром. Многократно упомянут в Ветхом Завете, в том числе в именах сирийских царей: Бар-Хадад, Хадад-Эзер. 
Одно из первых свидетельств о нём («Хадда») относится к Эбле ок. 2500 г. до н.э. Из Леванта культ Хадада был завезён в Месопотамию амореями, где он и стал известен как аккадский бог Адад. Баал-Хадада также называли Римоном/Риммоном, Пидаром, Рапиу, Баал-Цафоном. Он изображался с бородой, иногда в головном уборе с бычьими рогами, часто держа оружие и молнии.  
Баал-Хадад — сын Эля; в угаритcкиx текстах оба они часто ассоциируются с быком как символом силы и плодородия. Существует также трактовка, по которой Хадад — это эпитет бога Балу (Баала), а его отец — не Илу (Эль), а его брат Дагану.
«Цикл Баала» или «Эпос о Ваале» — сборник сказаний о сиро-ханаанском Баал-Хададе, составленный между XV и XIII веками до н. э. и обнаруженный при раскопках Угарита.
В греко-римский период Баал-Хадада приравнивали к греческому богу Зевсу и римскому Юпитеру (Юпитер Долихен).